# 中央区立晴海中学校
中央区立晴海中学校（ちゅうおうくりつはるみちゅうがっこう）は、東京都中央区晴海にある公立中学校。

## 歴史

### 概要
1947年に中央区立月島第一中学校、中央区立月島第二中学校、中央区立月島第三中学校が開校したが、1968年4月1日に3校は統合し中央区立第三中学校となる。
1991年に中央区立晴海中学校に改名した。
2004年に制服のデザインを変更した。
2018年に第三中学校時代からの合わせて開校50周年を迎えた。

### 沿革
- 1968年（昭和43年）
  - 4月1日 - 月島第一中学校・月島第二中学校・月島第三中学校の統合により、中央区立第三中学校として開校。
  - 4月8日 - 第1回入学式挙行。最初の新入生は236名。
  - 11月4日 - 開校式挙行（この日(11月4日)を開校記念日と制定）。校歌制定し、発表。
- 1969年（昭和44年）3月18日 - 第1回卒業証書授与式挙行。最初の卒業生は233名。
- 1988年（昭和63年）3月25日 - 三中・佃中お別れ式開催。
- 1991年（平成3年）
  - 4月1日 - 区条例により中央区立晴海中学校と校名変更。
  - 6月18日 - 新校名披露・新校舎（中学校・特別養護老人ホーム・保育園の複合施設）落成の両式典挙行。
- 1995年（平成7年）1月19日 - 校庭完成。
- 2002年（平成14年）9月29日 - 同窓会「三晴会」発足。
- 2004年（平成16年）4月1日 - 制服制定（デザイン変更）。
- 2008年（平成20年）11月8日 - 開校40周年記念式典挙行。
- 2009年（平成21年）4月1日 - 通級指導学級「のぞみ」開級式挙行。
- 2018年（平成30年）12月1日 - 開校50周年記念式典挙行。
- 2024年（令和6年）4月 - 晴海西中学校開校により、学区変更予定[2]。

## 通学区域
2023年度末まで
出典
- 月島2丁目（2番～9番、15番～20番）
- 月島4丁目（2番(1号の一部)、3番(1号～3号、5号～7号、17号の一部、18号、19号)、4番～7番、18番、19番）
- 勝どき1丁目
- 勝どき2丁目
- 勝どき3丁目
- 勝どき4丁目
- 勝どき5丁目
- 勝どき6丁目
- 豊海町
- 晴海1丁目
- 晴海2丁目
- 晴海3丁目
- 晴海4丁目
- 晴海5丁目

## 著名な卒業生
- 高久順 - 2000年卒、バスケットボール選手
- 菊池沙都 - 2005年卒、アイスホッケー選手
- 今野瑠斗 - 2020年卒、プロ野球選手